# Pistazie

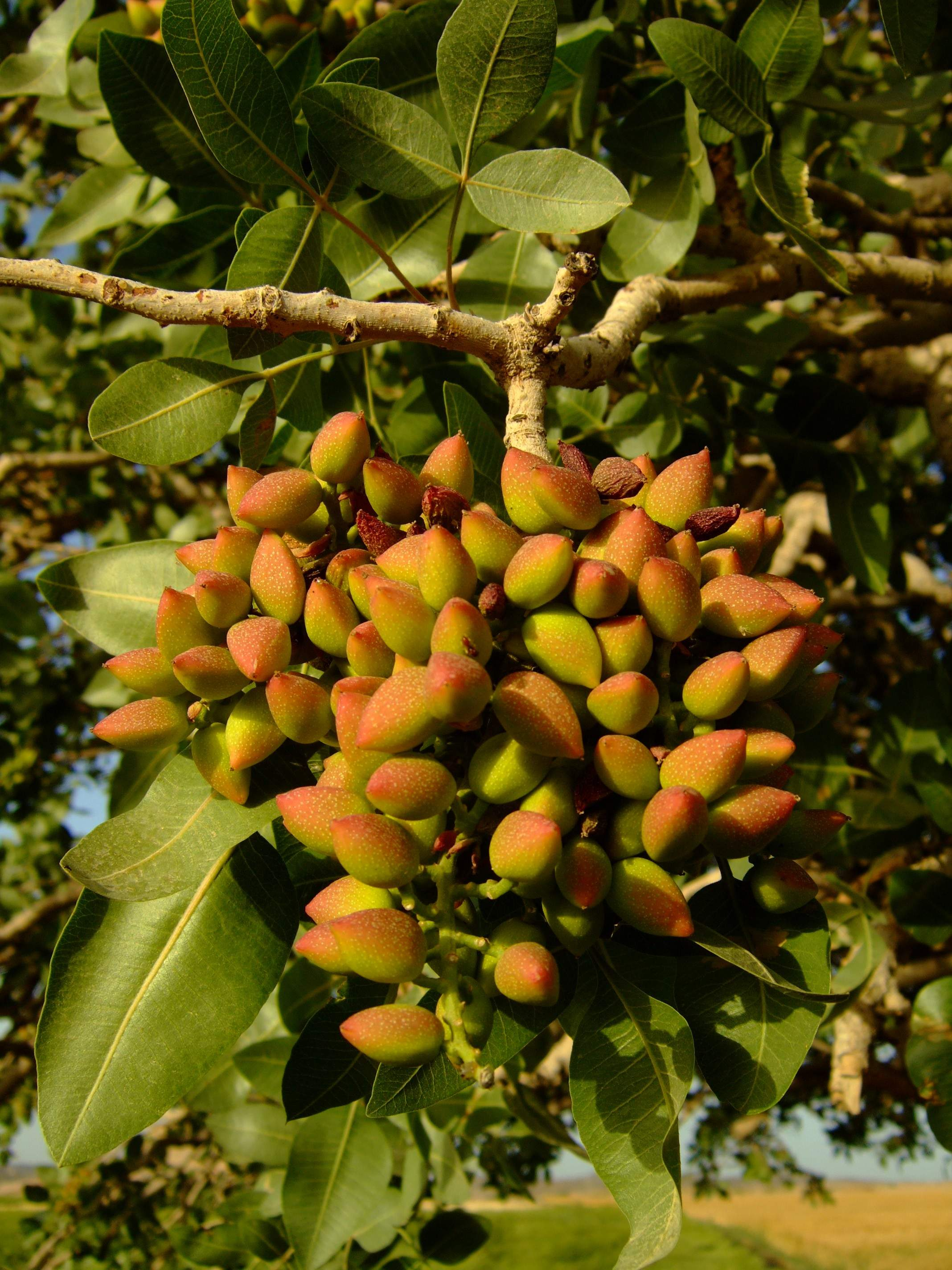
Früchte von Pistacia vera

Der Pistazienbaum (Pistacia vera) oder die Pistazie ist eine Pflanzenart innerhalb der Familie der Sumachgewächse (Anacardiaceae). Zur Unterscheidung von den anderen Arten der Gattung Pistazien (Pistacia) wird sie genauer Echte Pistazie genannt und ihre Steinfrucht Pistazie.

## Beschreibung
Die laubabwerfende Pistazie wächst als Baum oder als Strauch, erreicht Wuchshöhen von bis zu 12 Meter und wird bis über 300 Jahre alt. In Kultur wird sie aber deutlich kleiner gehalten. Die Wurzeln können sich bis in eine Tiefe von 15 Metern erstrecken.
Die gestielten Laubblätter sind unpaarig gefiedert mit bis zu 5 Blättchen und bis 20 Zentimeter lang. Die ganzrandigen, abgerundeten bis spitzen oder bespitzten, teils feinstachelspitzigen, ledrigen Blättchen sind bis 8–10 Zentimeter lang und eiförmig bis verkehrt-eiförmig oder elliptisch und meist sitzend.
Pistacia vera ist zweihäusig getrenntgeschlechtig (diözisch). Es werden vielblütige und achselständige, rispige Blütenstände gebildet. Die männlichen Rispen tragen viel mehr Blüten als die weiblichen und sind dadurch deutlich voluminöser. Die kleinen, grünlich-braunen, fünfzähligen und eingeschlechtlichen Blüten sind ohne Kronblätter. Die bis zu fünf aufrechten Kelchblätter sind lanzettlich. Der oberständige Fruchtknoten der weiblichen Blüten hat einen sehr kurzen Griffel mit einer dreizüngigen Narbe. Die männlichen Blüten haben fünf Staubblätter. Es ist ein Diskus vorhanden. Die Bestäubung erfolgt durch den Wind.
Die fleischigen, grün bis gelblich-rötlichen einsamigen Steinfrüchte sind eiförmig bis ellipsoid und bis etwa 2 Zentimeter groß. Der 1,2 bis 1,4 Zentimeter große Steinkern (Nuss) besitzt eine harte Schale, der essbare hellgrüne Pistaziensamen (die Keimblätter) ist von einer rosa oder bräunlichen Haut (Samenschale) umgeben.
Die Chromosomenzahl beträgt 2n = 30.

## Vorkommen
Pistacia vera hat ursprüngliche Vorkommen in Iran, Kasachstan, Afghanistan, Usbekistan, Turkmenistan, Tadschikistan und Kirgisistan.

## Taxonomie
Die Echte Pistazie wurde 1753 von Carl von Linné in Species Plantarum Band 2, Seite 2015 als Pistacia vera erstbeschrieben.

## Nutzung

### Geschichte
Pistazien gehören zu den ältesten blühenden Kulturpflanzen und sind heimisch im Nahen Osten. Wilde Pistazien (Pistacia atlantica oder Pistacia khinjuk) wurden seit dem Natufien (Epipaläolithikum) gesammelt und unter anderem an der archäologischen Fundstelle Tell Abu Hureyra in Syrien nachgewiesen. Ein gezielter Anbau fand spätestens seit der Antike statt. Pistazien breiteten sich vom Nahen Osten auf das Mittelmeergebiet aus und wurden schnell zu einer geschätzten Delikatesse. Die Legende besagt, dass die Königin von Saba die Pistazien zu einem ausschließlich königlichen Nahrungsmittel ernannte und es dem einfachen Volk verbot, sie für den persönlichen Verzehr anzubauen. Der babylonische König Nabū-kudurrī-uṣur II., bekannt als Nebukadnezar, ließ angeblich Pistazienbäume in den von ihm errichteten Hängenden Gärten pflanzen.
Das im 16. Jahrhundert im Deutschen aufkommende Wort „Pistazie“ geht ursprünglich auf neupersisch پسته, DMG peste bzw. mittelpersisch pistag ‚Frucht der Pistazie‘ zurück, das als πιστακή pistakḗ (und in verschiedenen alternativen Schreibweisen) ins Altgriechische sowie als pistacia ins Lateinische übernommen und dann ins Deutsche entlehnt wurde. Der Naturgeschichte des römischen Schriftstellers Plinius des Älteren zufolge wurde die Pflanze während der Regierungszeit des Kaisers Tiberius durch einen gewissen Vitellius in Italien eingeführt.
Die Pistazie wurde als Färbemittel und Heilmittel für Beschwerden wie Zahnschmerzen bis hin zu Leberzirrhose verwendet. Der hohe Nährwertgehalt und die lange Haltbarkeit haben die Pistazie auch zu einem unverzichtbaren Reisegut unter frühen Forschungsreisenden und Händlern gemacht. Zusammen mit Mandeln wurden Pistazien von Reisenden auf der antiken Seidenstraße zwischen China und dem Westen mitgeführt.
In den 1880er Jahren wurden Pistazien für Einwanderer aus dem Nahen Osten nach Amerika importiert und etwa seitdem dort auch angebaut. In den Vereinigten Staaten wurden sie ungefähr 50 Jahre später als Snack vorgestellt.

### Anbau

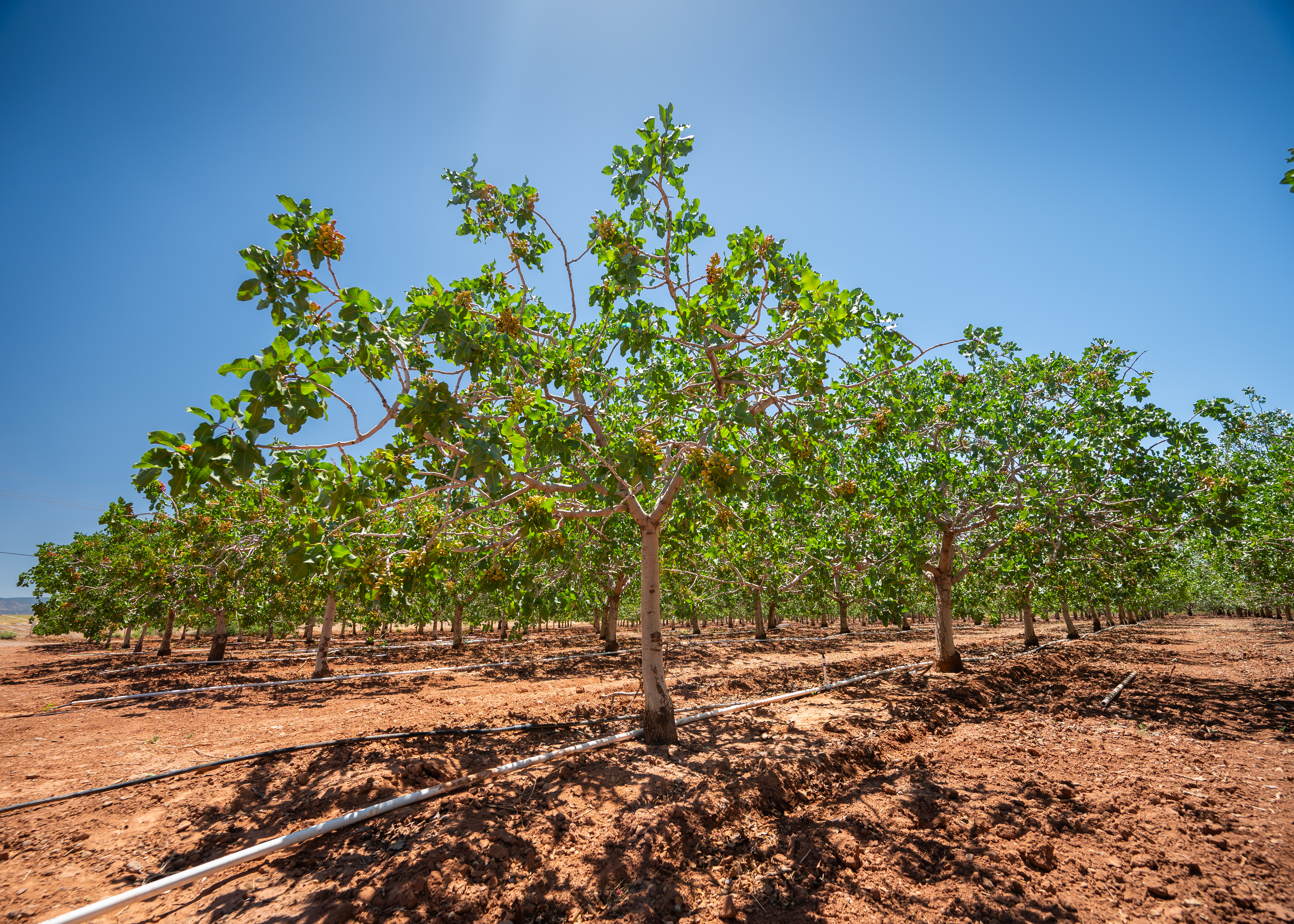
Pistanzienpflanzung in Alamogordo, New Mexico

#### Weltweit
Das weltweit größte Anbaugebiet liegt in der Türkei mit 389.451 ha. Das zweitgrößte Anbaugebiet liegt in Kalifornien im San Joaquin Valley (165.518 ha). Die drittgrößte Anbaufläche besitzt der Iran (125.544 ha). Die berühmtesten türkischen Pistazien kommen aus Gaziantep. Der Anbau in den zentralasiatischen Ländern erfolgt vorwiegend für den Eigenbedarf. In Syrien ist besonders die Region um Aleppo berühmt für ihre Pistazien.

#### In Europa

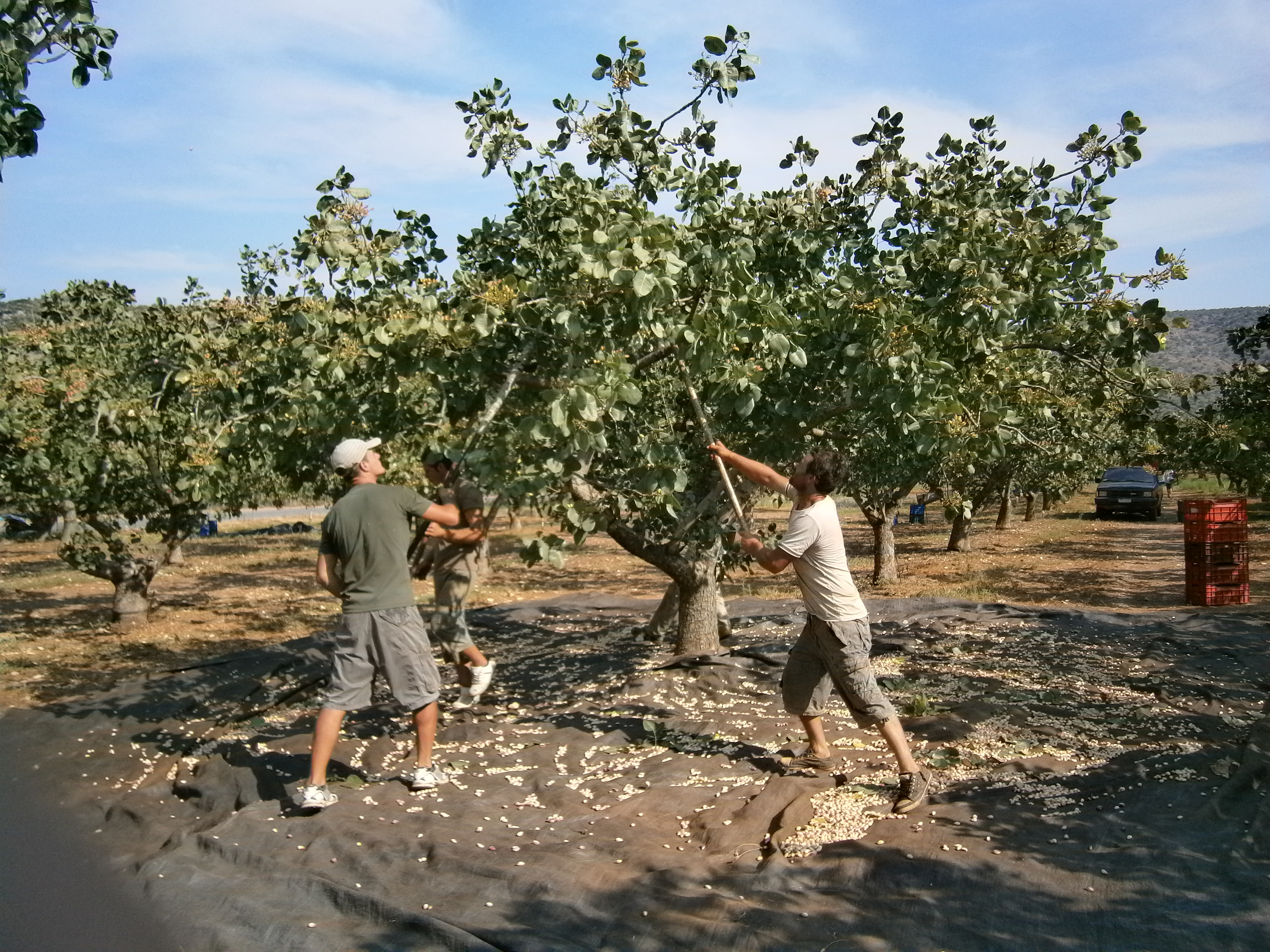
Pistazienernte in Griechenland

Anbaugebiete in Griechenland sind die Inseln Ägina, Salamina und Euböa, die Orte Megara am Saronischen Golf und Almyros in Thessalien sowie die Regionen Phthiotis und Boiotien. Die Pistazien aus Ägina stammen aus einer eigenen, kleinfruchtigen, jedoch überdurchschnittlich nähr- und eiweißreichen Sorte (Pistacia vera Aegina, ugs. Koilarati) und zählen zu den besten Sorten weltweit. Sie waren über lange Zeit landesweit namensgebend für Pistazien allgemein (Φιστίκι Αιγίνης Fistiki Aiginis, deutsch ‚Ägina-Nuss‘, heißt die Frucht umgangssprachlich auch heute noch), bis sie 1996 eine Geschützte Ursprungsbezeichnung (GUB) erhielten. Die einzigen Anbaugebiete in Italien befinden sich in den sizilianischen Provinzen Catania und Agrigento, gleichwohl wurde deren Ortschaft Bronte zum Begriff für Pistazien von hoher Qualität. In Spanien findet man Pistazien hauptsächlich in Andalusien, wo zunehmend der biologische Anbau angestrebt wird.

### Wirtschaftliche Bedeutung

#### Produktion
2021 wurden laut der Ernährungs- und Landwirtschaftsorganisation der Vereinten Nationen FAO weltweit etwa 916.000 t Pistazien geerntet.
Die größten Produzenten waren die USA (57,2 %), die Türkei (14,7 %) und der Iran (13 %). Die größten europäischen Hersteller waren Griechenland, Spanien und Italien.

#### Handel
2021 waren die USA der größte Exporteur von Pistazien (221.866 t), der Iran exportierte 136.742 Tonnen und die Türkei 23.391 t. Deutschland importierte im gleichen Jahr 59.106 Tonnen Pistazien, von denen 16.686 Tonnen wieder exportiert wurden.

### Ernte

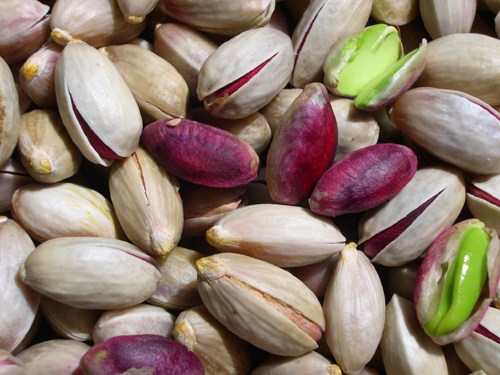
Pistazien in der aufgeplatzten Schale, mit geschlossenem und offenem rosa Häutchen

Pistazienbäume können jahrhundertelang Früchte tragen, dabei wechseln sich ertragsarme und sogenannte Mastjahre ab. Die Frucht entwickelt sich am Baum normalerweise im Lauf des Monats Juli. Da die Pistazie zweihäusig ist, also männliche und weibliche Blüten auf unterschiedlichen Bäumen wachsen, müssen für die Befruchtung sowohl männliche als auch weibliche Bäume vorhanden sein oder, wie es häufig in Plantagen praktiziert wird, Zweige eines männlichen Baums auf weibliche Bäume gepfropft werden. Die Pollen werden durch den Wind von den männlichen zu den weiblichen Blüten getragen. In Mastjahren sind die Wetterbedingungen für die Ausbildung der Früchte von entscheidender Bedeutung. Pistazienbäume benötigen ungefähr 1.000 Stunden bei kühlen Temperaturen um 7 °C oder niedriger, um die Knospenruhe zu brechen (Kühlebedürfnis), was für eine gute Ernte notwendig ist. Ein milder Winter oder starke Regenfälle während der Bestäubung können den Ertrag reduzieren.
Bei der Reifung der Pistazie färbt sich die Haut rosig und löst sich von der Schale. Zur Erntezeit im September werden Pistazien von Plantagenbäumen heutzutage mit mechanischen Baumrüttlern auf eine Auffangvorrichtung geschüttelt, damit sie nicht auf den Boden fallen. Von dort werden sie in Behälter umgeladen und zur Verarbeitungsanlage transportiert.

### Verarbeitung
Nach der Ankunft aus der Plantage wird zunächst die äußere Hülle, das Fruchtfleisch durch die erste Spülung mit Wasser und im nachfolgenden Trocknungsprozess entfernt. Wenn die Pistazien durch das Wasser strömen, sinken zunächst die reifen zu Boden und werden in die Anlage für die Verarbeitung befördert. Unreife Pistazien dagegen treiben an die Oberfläche und werden entfernt. Traditionell werden Pistazien in der Sonne getrocknet, was von Verbrauchern in den orientalischen Ländern allgemein bevorzugt wird. Ware für den Export wird hingegen meist in Verarbeitungsbetrieben getrocknet, was zu hygienisch einwandfreier Ware führt, jedoch Auswirkung auf den Geschmack haben kann. Nach dem Trocknen werden die reifen Pistazien in Silos gelagert. Anschließend werden sie je nach Bedarf weiterverarbeitet. Bei der Trocknung platzt die Schale der Pistazie normalerweise auf, was den späteren Verzehr vereinfacht. Die Samenhaut als Schutzhülle des Kerns bleibt dabei in der Regel unversehrt.

### Nährstoffgehalt
100 g Pistazien ohne Schalen enthalten
| Energie             | Eiweiß | Kohlenhydrate | Fett | Ballaststoffe |
| 2.428 kJ (518 kcal) | 18 g   | 12 g          | 52 g | 10,6 g        |

| Natrium | Kalium  | Calcium | Magnesium | Phosphor | Eisen  | Zink   | β-Carotin | Vitamin E | Vitamin B1 | Vitamin B2 | Vitamin B6 | Folsäure | Vitamin C |
| 5 mg    | 1020 mg | 135 mg  | 160 mg    | 500 mg   | 7,5 mg | 1,4 mg | 150 µg    | 5,2 mg    | 0,69 mg    | 0,20 mg    | 0,25 mg    | 60 µg    | 7 mg      |

Bis vor ein paar Jahren enthielten Pistazien ebenso wie Nussfrüchte vermehrt Pestizide sowie Spuren von Schimmelpilzen und deren giftigen Stoffwechselprodukten, vor allem dem krebserregenden und lebensbedrohlichen Aflatoxin. Insbesondere westliche Exportländer wie die USA steigerten daher ihre Qualitätssicherung und Lebensmittelsicherheit. Heute werden Pistazienimporte in die EU streng geprüft.

### Gesundheit
Pistazien und Nüsse gelten in traditionellen Heilsystemen wie Ayurveda und der traditionellen chinesischen Medizin als mild wärmende, magenfreundliche Speisen. In der wissenschaftlichen Medizin gibt es für sie keine regelmäßige Verwendung. Allerdings können pistazienreiche Ernährungsformen durch den hohen Gehalt an Pflanzenfetten möglicherweise die Blutfettwerte verbessern. Manche Ernährungsberater empfehlen übergewichtigen Personen den Verzehr von Pistazien, die mit Schalen verkauft werden, um die Verzehrgeschwindigkeit zu verlangsamen und somit die Verzehrzeit zu verlängern. Wirkungsnachweise hat diese Methode bisher (Stand 2020) nicht erbracht.

### Verzehr
Pistazien kommen meist geröstet und gesalzen sowie sowohl geschält als auch ungeschält als Knabberei in den Handel. Der Geschmack ist süßlich, mandelartig, gleichzeitig kräftig-würzig. In den Anbauländern kann man sie in der Saison auch frisch und ungeröstet kaufen. Sie haben so einen zarteren Geschmack und sind knackiger als geröstet. Weitere Verwendung finden sie als Süßspeise (Fedde del Cancelliere), in der Süßwarenproduktion (Mozartkugeln, Pralinen, Baklava), für Speiseeis und in der Wursterzeugung (zum Beispiel Mortadella).
Vor dem Verzehr muss die Schale geöffnet werden, da nur der Kern verzehrbar ist. Schale und Kern machen jeweils etwa 50 % des Gewichts einer Pistazie aus. Bei den im Handel erhältlichen Packungen von üblicherweise 250 g entfallen somit etwa 125 g auf den essbaren Anteil.

## Gefährdungssituation
Die Weltnaturschutzunion IUCN führt den Pistazienbaum in der Roten Liste gefährdeter Arten als potenziell gefährdet (Near Threatened). Als Gründe für die Gefährdung führt sie Überweidung und übermäßige Fruchtnutzung an.